# On revient de loin
Pour plus de détails, voir Fiche technique et Distribution.
On revient de loin : Opération Correa Épisode 2 est un documentaire français de Pierre Carles et Nina Faure, sorti en 2016. Il est produit par C-P Productions et fait suite à Opération Correa.

## Synopsis
Suite directe de Opération Correa, ce film prend pour point de départ l'idée finale de l'opus précédent selon laquelle le président équatorien Rafael Correa devrait venir diriger la France. Nina Faure et Pierre Carles vont donc se rendre en Équateur afin de juger sur place des politiques mises en place par ce gouvernement. Les deux réalisateurs n'auront pas le même regard sur les moyens et résultats de cet homme dit « providentiel ».

## Fiche technique
- Réalisation : Pierre Carles et Nina Faure
- Montage : Matthieu Parmentier et Sandrine Romet-Lemonne
- Image et sons : Analía Torres, Juan Dávila, Thomas Loubière et Pierre Carles
- Mixage : Sylvestre Buron
- Étalonnage : Laurent Souchaud
- Post-production : Pascal Blondela et Ludovic Raynaud
- Bande-annonce : Audrey Bertrand
- Traduction : Elsa Capron, Elvine Boura-Dumont, Stéphane Goxe
- Production : Annie Gonzalez
- Société de production : C-P Productions
- Société de distribution : Les Films des Deux Rives
- Genre : documentaire
- Pays :  France
- Langue : français
- Durée : 110 minutes
- Date de sortie : 26 octobre 2016